# Laguna Aramuaca
Laguna Aramuaca is een maar in het departement San Miguel in El Salvador. De maar ligt ongeveer zes kilometer ten zuidoosten van de stad San Miguel, op een hoogte van 181 meter, en heeft een doorsnede van ongeveer een kilometer.